# Croton salutaris
Croton salutaris là một loài thực vật có hoa trong họ Đại kích. Loài này được Casar. mô tả khoa học đầu tiên năm 1845.